# 大口仔
大口仔（日语：みんなのたあ坊），台灣叫大寶，是三丽鸥旗下主要卡通形象之一，由島末彰子設計，1983年開始設計，生日為5月5日。
大口仔有爺爺、奶奶、爸爸、媽媽、弟弟、女朋友，还有一班動物朋友。